# Ashikaga Shigeuji
Ashikaga Shigeuji (足利 成氏?; 1438 – 1497) è stato un guerriero del periodo Muromachi e quinto e ultimo Kantō Kubō di Kamakura-fu ("sostituto dello shōgun"). Quartogenito del quarto Kubō Ashikaga Mochiuji, succedette al padre nel 1449, 10 anni dopo la sua morte per seppuku.